# Емі Адамс
Емі Лу Адамс (англ. Amy Lou Adams; нар. 20 серпня 1974, Віченца, Італія) — американська акторка та співачка. Шестиразова номінантка на премію «Оскар», семиразова номінантка на премію BAFTA. Володарка премії Американської Гільдії кіноакторів та двох премій «Золотий глобус» за ролі у трагікомедії «Американська афера» (2013) та драмі «Великі очі» (2014).

## Ранні роки
Емі Адамс народилася в італійському місті Віченца. З семи дітей, які з'явилися на світ в американських батьків Річарда Кента і Кетрін Адамс (уроджена Хікен), вона була четвертою дитиною — має чотирьох братів і дві сестри. Серед її предків, крім англійців, також були датчани, швейцарці та норвежці. Батько Адамс, американський військовий, постійно переїжджав разом із сім'єю з однієї військової бази в іншу. Дівчинці було вісім років, коли вся родина перебралася до міста Касл-Рок, штат Колорадо. Сім'я Адамс сповідувала мормонізм, але залишила церкву після розлучення батьків у 1985. Про своє релігійне виховання вона говорила таке: «Воно вклало в мене систему цінностей, якій я вірна й досі. Базовий принцип „Вчини з іншими так…“, ось що було вбито в мене. Поруч із любов'ю».
Під час навчання у школі округу Дуглас Емі Адамс співала у шкільному хорі, а також була ученицею у місцевій танцювальній трупі з перспективою стати балериною. Батьки сподівалися, що дочка продовжить відвідувати атлетичні заняття, щоб отримати шанс на вступ до коледжу, але вона закинула їх заради захоплення танцями. Пізніше Адамс шкодувала про своє рішення не вступати до коледжу: «Я не була з тих людей, яким приносить задоволення процес навчання. Але я шкодую, що не отримала свого часу освіту».
Після закінчення середньої школи вона разом із матір'ю переїхала до Атланти, штат Джорджія. Зрозумівши, що вона недостатньо талановита для того, щоб стати професійною балериною, Емі влаштувалася до музичного театру. На її думку, на відміну від «надто вимогливого та обмеженого» балету, під час занять яким нерідко виникало відчуття, що після «всіх цих присвячених йому років тіло просто розбите», виступи в музичному театрі відповідали її темпераменту набагато більше. До вісімнадцяти років Адамс виступала в аматорському театрі, підробляючи консультантом у магазині «Gap». Через кілька тижнів після закінчення середньої школи, вона влаштувалася на свою першу повноцінну роботу в ресторан «Hooters» як старша офіціантка. Вона звільнилася з цієї роботи через три тижні після того, як накопичила достатню суму для купівлі свого першого автомобіля.

## Кар'єра
Свою професійну акторську діяльність Адамс розпочала з роботи танцівницею у театрах Boulder's Dinner Theatre та Country Dinner Playhouse. У 1995 році на одному з виступів її помітив театральний керівник із Міннеаполісу Майкл Бріндісі та запропонував попрацювати у нього. Прийнявши пропозицію, Адамс переїжджає до Шанхасена, штат Міннесота, де протягом наступних трьох років виступає у місцевих театрах Chanhassen Dinner Theatres. Під час вимушеного відпочинку через розтягнення м'яза вона пробується на одну з ролей у сатиричній комедії 1999 року «Вбивча краса», зйомки якої проходили в Міннесоті, і вперше потрапляє до акторського складу фільму. Після закінчення зйомок, Адамс у січні 1999 року переїжджає до Лос-Анджелеса, штат Каліфорнія. Через деякий час після прибуття до Лос-Анджелеса Адамс затверджується на роль Кетрін Мертей у телевізійному серіалі «Манчестерська підготовка» компанії Fox Network, який є спін-офом фільму «Жорстокі ігри». Проте серіал не виправдав надій компанії і після кількох переробок сценарію та двох знімальних перерв його було скасовано. Зняті епізоди пізніше було перемонтовано та випущено на відео під назвою «Жорстокі ігри 2».
У період з 2000 по 2002 рік Адамс брала участь у кількох малобюджетних фільмах, таких як «Пляжний психоз», запрошувалася на невеликі ролі у серіалах «Шоу 70-х», «Усі жінки — відьми», «Баффі — переможниця вампірів», «Таємниці Смолвіля» «Західне крило», а також знялася в детективної трагікомедії Стівена Спілберга «Впіймай мене, якщо зможеш» у ролі Бренди Стронг. Ця роль, за словами Спілберга, мала стати імпульсом до успішного розвитку її кар'єри, але після завершення роботи над фільмом Адамс протягом цілого року не отримувала пропозицій про зйомки. Однак участь у такому великому проекті під керівництвом відомого режисера стала для Адамс надихаючою подією: «Вперше я відчула, що здатна грати на рівні цих людей. Заслужити довіру Стівена Спілберга… це дуже допомогло мені повірити у власні сили», — казала акторка.
2004 року Адамс знялася у фільмі «Остання гонка» та озвучила кількох персонажів в анімаційному телесеріалі «Король гори». Також вона знімалася в телесеріалі «Доктор Вегас» у ролі Еліс Доерті, але пізніше була звільнена через контрактну суперечку.
Незадовго до виходу з проекту «Доктор Вегас» Адамс отримала сценарій до малобюджетного незалежного фільму «Червневий жук» та пропозицію пройти прослуховування на роль Ешлі. На той момент Адамс вже виповнилося 30 років і відсутність професійного зростання викликала в ній занепокоєння: «Я почала замислюватися, а чи не переїхати мені до Нью-Йорка і зайнятися чимось іншим. Я не драматизувала, не поводилася так, ніби негайно хочу все кинути. Швидше я просто міркувала про свою відповідність обраному шляху». Про участь у фільмі «Червневий жук» Адамс пізніше згадувала: «Це було по-справжньому надихаюче. До кінця літа я була безробітною, але водночас відчувала щастя та гордість. Прийшло, знаєте, те відчуття, що я більше ніколи не дозволю зневажати собою». Прем'єра картини відбулася у 2005 році на кінофестивалі «Санденс», за підсумками якого Адамс за свою роль здобула Спеціальний приз журі.
2005 року на екрани кінотеатрів вийшла романтична комедія «Наречений напрокат». І того ж року компанія Sony Pictures Classics випустила в обмежений прокат «Червневого жука». За цю роботу Адамс заслужила визнання та хвалебні відгуки багатьох кінокритиків. Каріна Чокано з газети Los Angeles Times зазначала: «Адамс виконала роль, яка легко могла б перетворитися на карикатуру, тонко та багатогранно». Актриса здобула кілька нагород у категорії «Найкраща жіноча роль другого плану», включаючи премію Національної спільноти кінокритиків та премію «Незалежний дух». Адамс також була номінована на премію Гільдії кіноакторів та премію «Оскар». А 2006 року їй запропонували стати членом Академії кінематографічних мистецтв та наук.
Незважаючи на те, що у «Червневого жука» була обмежена аудиторія, яскрава, запам'ятовувана гра Адамс змусила кіноспільноту звернути увагу на її акторську кар'єру. Їй починають частіше пропонувати ролі, вона з'являється у комедії «Рікі Боббі: Король дороги», запрошується на роль Кеті в телесеріалі «Офіс». Після озвучення Поллі Пьюрбред у фільмі Студії Уолта Діснея «Суперпес» Адамс знялася в головній ролі у диснеївському великобюджетному фентезійному мюзиклі 2007 року «Зачарована». Адамс успішно пройшла відбір із більш ніж трьохсот актрис, які претендували на цю роль. Пізніше режисер картини Кевін Ліма пояснював свій вибір тим, що актриса мала «приголомшливе уміння вживатися в роль, проникати в суть персонажа і при цьому не засуджувати його».

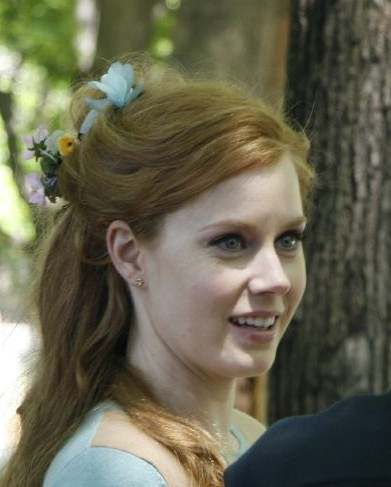
На знімальному майданчику «Зачарованої», травень 2006 року

Фільм «Зачарована» став комерційно успішним, зібравши у світовому прокаті понад $340 млн. Яскрава гра Адамс була відзначена багатьма кінокритиками, наприклад, Тодд МакКарті з Variety припустив, що роль у цій картині зробить з неї зірку, також, як це свого часу сталося з Джулі Ендрюс після зйомок у фільмі «Мері Поппінс». Роджер Еберт із Chicago Sun Times назвав гру Адамс «чистою і променистою», а Веслі Морріс із The Boston Globe висловив думку, що «своїм фізичним красномовством і тонкою комічною грою вона продемонструвала непідробну акторську майстерність». Ця роль принесла Адамс номінацію на премію «Золотий глобус» у категорії «Найкраща жіноча роль у комедії чи мюзиклі», номінацію на премію Асоціації кінокритиків у категорії «Найкраща актриса» та премію «Сатурн» за «Найкращу жіночу роль».
Успіх фільму «Зачарована» підняв у засобах масової інформації хвилю інтересу до персони Адамс. У цей же період Адамс знялася у фільмі «Війна Чарлі Вілсона». Вона зіграла роль Бонні Бах, помічниці головного героя — конгресмена Чарльза Вілсона. Наступним проектом Адамс став фільм «Чистка до блиску», в якому вона виконала роль матері-одиначки, яка намагається заробити достатню суму для влаштування сина в приватну школу, та заради цього налагоджує власний бізнес у сфері прибирання місць злочинів. Прем'єра картини відбулася у 2008 році на кінофестивалі «Санденс» і отримала змішані відгуки критиків, а в березні 2009 року фільм був випущений в обмежений прокат і викликав у глядачів переважно позитивну реакцію. Американський кінокритик Мік Ласаль з газети San Francisco Chronicle написав на фільм позитивну рецензію, висловивши в ній, зокрема, таку думку: «Гра емоцій на обличчі Емі Адамс — достатня причина для перегляду „Чистки до блиску“» .
Першою картиною за участю Адамс, що вийшла в кінопрокат у 2008 році, стала «Міс Петтігрю живе одним днем». У ній вона зіграла роль Делісії Лафосс — американської артистки-початківці, яка живе в Лондоні, доля якої різко змінюється після зустрічі з гувернанткою Гвінівер Петтігрю у виконанні Френсіс Макдорманд. Фільм був добре прийнятий більшістю критиків, проте деякі з них відзначили подібність її ролі зі світлими та наївними образами, створеними актрисою в картинах «Червневий жук» та «Зачарована». «Адамс блискуче адаптувалася до гри розумної дурниці» — написала Каріна Чокано з газети Los Angeles Times. Подібну думку у своїй статті висловив журналіст Кірк Ханікатт із газети The Hollywood Reporter: «Адамс більш-менш слідує своєму образу принцеси Жизель, додавши до нього лише хибну нотку легковажного бешкетування».
Наприкінці 2008 року на екрани кінотеатрів виходить драма «Сумнів», поставлена за однойменною п'єсою Джона Патріка Шенлі. Про кастинг на цю роль Адамс дізналася від своєї колеги по фільму «Чистка до блиску» Емілі Блант, проте коли вона прийшла на проби їй сказали, що роль вже віддана іншій актрисі. Але Шенлі в результаті все ж таки вибрав Адамс, пояснивши своє рішення тим, що «вона має цю невловиму рису Інгрід Бергман, внутрішнє світло. Дивлячись на неї, ви бачите хорошу людину, яка чинить опір мерзотам цього складного світу, і, незважаючи на свій гострий розум, продовжує нести в собі цю особливу духовну невинність. До того ж у неї прекрасне сяюче обличчя». Критики добре прийняли фільм, а роль Адамс була ними відзначена як найменш показова серед основних чотирьох партій. Манола Даргіс, кінокритик із газети The New York Times, назвала її гру «невпевненою», а Тодд МакКарті з журналу Variety сказав, що «Адамс у ролі молодої симпатичної черниці не робить нічого, що не змогла б зробити будь-яка інша актриса». Мік Ласаль із San Francisco Chronicle у своїй статті висловив протилежну думку: «Однією з головних переваг стрічки є присутність у ній Адамс, яка своєю інтерпретацією ролі Сестри Джеймс, загалом призначеної лише для посилення екранного образу Сестри Елоїзи, робить юну черницю цікавим персонажем». За участь у цій картині Адамс була номінована в категорії «Найкраща жіноча роль другого плану» на премію «Оскар», премію «Золотий глобус», премію Гільдії кіноакторів та премію Британської кіноакадемії.

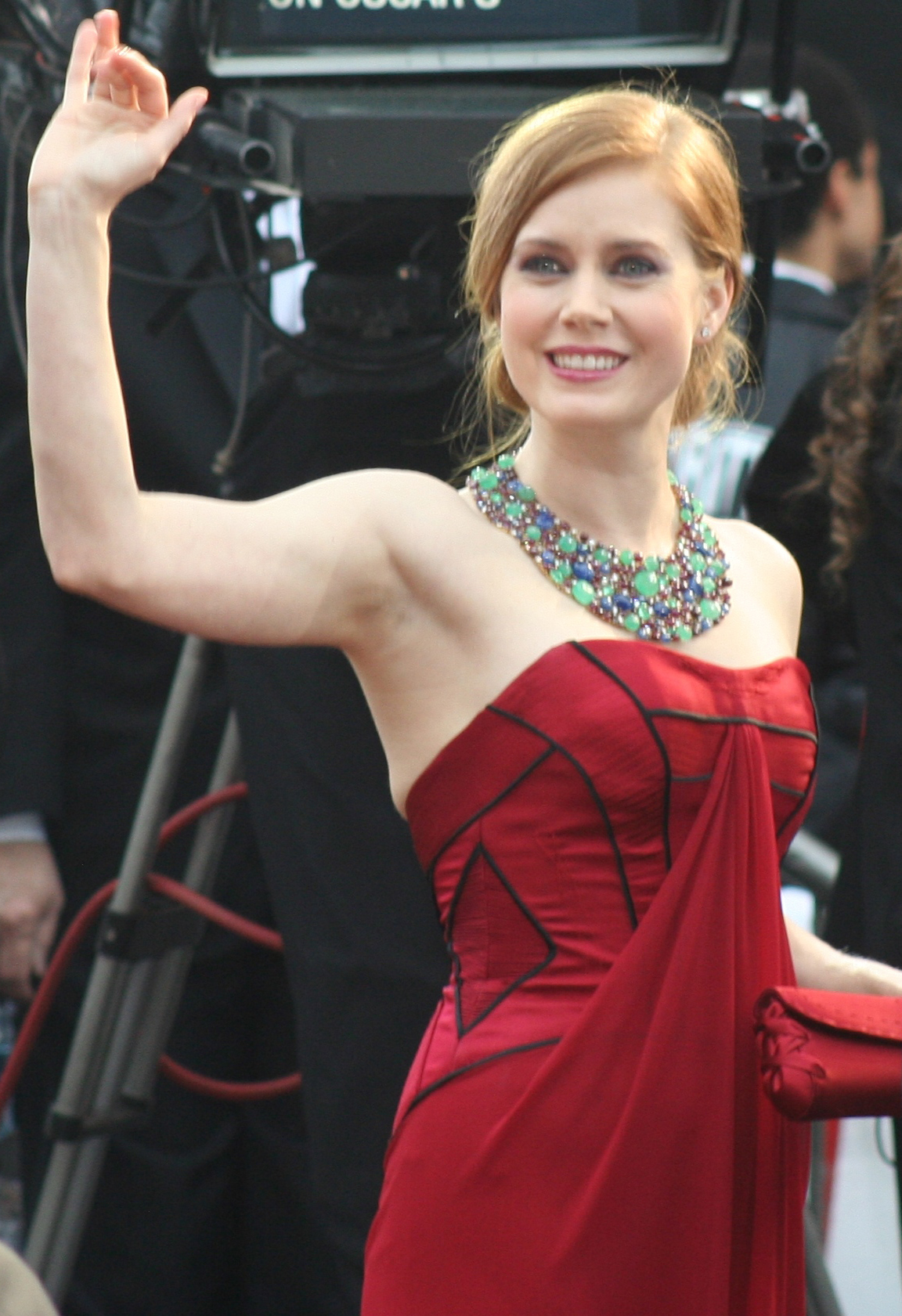
На церемонії вручення премії «Оскар», лютий 2009 року

Наступною роллю Адамс стала Амелія Ергарт у великобюджетному пригодницькому фільмі 2009 року «Ніч у музеї 2», головну роль у якому виконав Бен Стіллер. Попри те, що картина отримала переважно середні відгуки, більшість критиків виділили гідну гру Адамс. Одним з тих, хто дав позитивну оцінку, був Оуен Глейберман із журналу Entertainment Weekly, який зазначив, що «„У Битві при Смітсоні“ достатньо експресії, однак саме Адамс вдихає в неї енергію». Режисер картини Шон Леві так відгукнувся про неї: «Я не впевнений у тому, що серед її покоління є актриси краще… Я маю на увазі, що, звичайно, зараз можна згадати багато відомих імен, але чи знайдеться серед них така, що змогла би зробити „Сумнів“, „Джулі та Джулія“, „Ніч у музеї 2“, і все за один рік? Широта спектру її таланту мало має собі рівних. І її участь — одна з головних причин, чому ми вважаємо, що наш новий фільм набагато кращий за перший». У тому ж році на екрани вийшла комедія «Джулі та Джулія», в якій Адамс разом зі своєю колегою по фільму «Сумнів» Меріл Стріп зіграли головні ролі.
У 2010 році за участю Адамс вийшли два фільми: романтична комедія «Заміж у високосний рік» та біографічна спортивна драма «Боєць», в якій вона зіграла Шарлін Флемінг — зухвалу і рішучу подругу ірландського боксера Міккі Ворда. «Боєць», номінований на «Оскар» у категорії «Найкращий фільм», був відзначений критиками за сильний акторський склад, до якого, крім Адамса, також увійшли Марк Волберг, Крістіан Бейл та Мелісса Лео. Згодом Адамс розповіла, що після її затвердження на роль у «Бійці» режисер картини Девід О. Рассел сказав: «Ти настільки не схожа на принцесу, що нам просто необхідно щось з цим зробити! Я хочу виявити іншу частину твоєї сутності і дати тобі можливість позбавитися від цього казкового флеру, оскільки він не властивий тобі, і є лише частиною роботи, що проробляється тобою». Кінокритик Джо Моргенштерн із Wall Street Journal у своїй рецензії написав, що у «Бійці» вона «настільки ж непохитна, уважна, розумна і насмішкувата, наскільки в „Зачарованій“ — дивовижна і прекрасна. Що за актриса, що за безмежний талант!». За цю роль Адамс була номінована на премію BAFTA, премію «Вибір критиків», дві премії Гільдії кіноакторів, премію «Золотий глобус» та премію «Оскар» у категорії «Найкраща жіноча роль другого плану», поступившись три останні нагороди своїй колезі за фільмом Меліссі Лео.
У 2011 році вона знову працювала в Студії Діснея над музичною комедією «Маппети», в якій їй знову вдалося застосувати свої вокальні дані.
У 2012 році Адамс отримала одну з найвищих відгуків у своїй кар'єрі за роботу у фільмі режисера Пола Томаса Андерсона «Майстер». Вона зіграла роль Пеггі Додд — впливової та безжальної дружини лідера релігійної організації у виконанні Філіпа Сеймура Гофмана. Пітер Треверс з журналу Rolling Stone написав, що «за той витончений деспотизм, що вкладається нею в образ так званої вірної дружини, вона заслуговує на пильну увагу засновників кінопремій». Цього ж року на екрани кінотеатрів вийшла драма «Кручений м'яч», в якій Адамс виступила в ролі дочки бейсбольного тренера у виконанні Клінта Іствуда. Фільм викликав неоднозначну реакцію у публіки і критиків, проте гра Адамс була відзначена пресою. «З типової ролі вона робить щось цінне» — зауважив Роджер Еберт. Адамс також взяла участь у зйомках картини «На дорозі» бразильського режисера Вальтера Саллеса, поставленої за однойменним романом Джека Керуака. У стрічці вона зіграла роль Джейн Лі — наркозалежної біт-поетеси, дружини Старого Бика Лі у виконанні Вігго Мортенсена, прообразом якої стала Джоан Воллмер. Прем'єра картини відбулася у Каннах та отримала змішані відгуки критиків.
У липні 2012 року Aдамс виконала роль Дружини Пекаря у мюзиклі авторства композитора Стівена Сондхайма та лібретиста Джеймса Лепайна «У ліс» у постановці Публічного театру. Участь у цьому мюзиклі, показ якого був приурочений до літнього фестивалю «Шекспір у парку», що щорічно проводиться в Центральному парку в театрі на відкритому повітрі Delacorte Theater, стала для неї дебютом на нью-йоркській сцені та першим за 13 років виступом у театрі. Мюзикл загалом, і виступ Адамса зокрема, отримали приємні відгуки критиків.

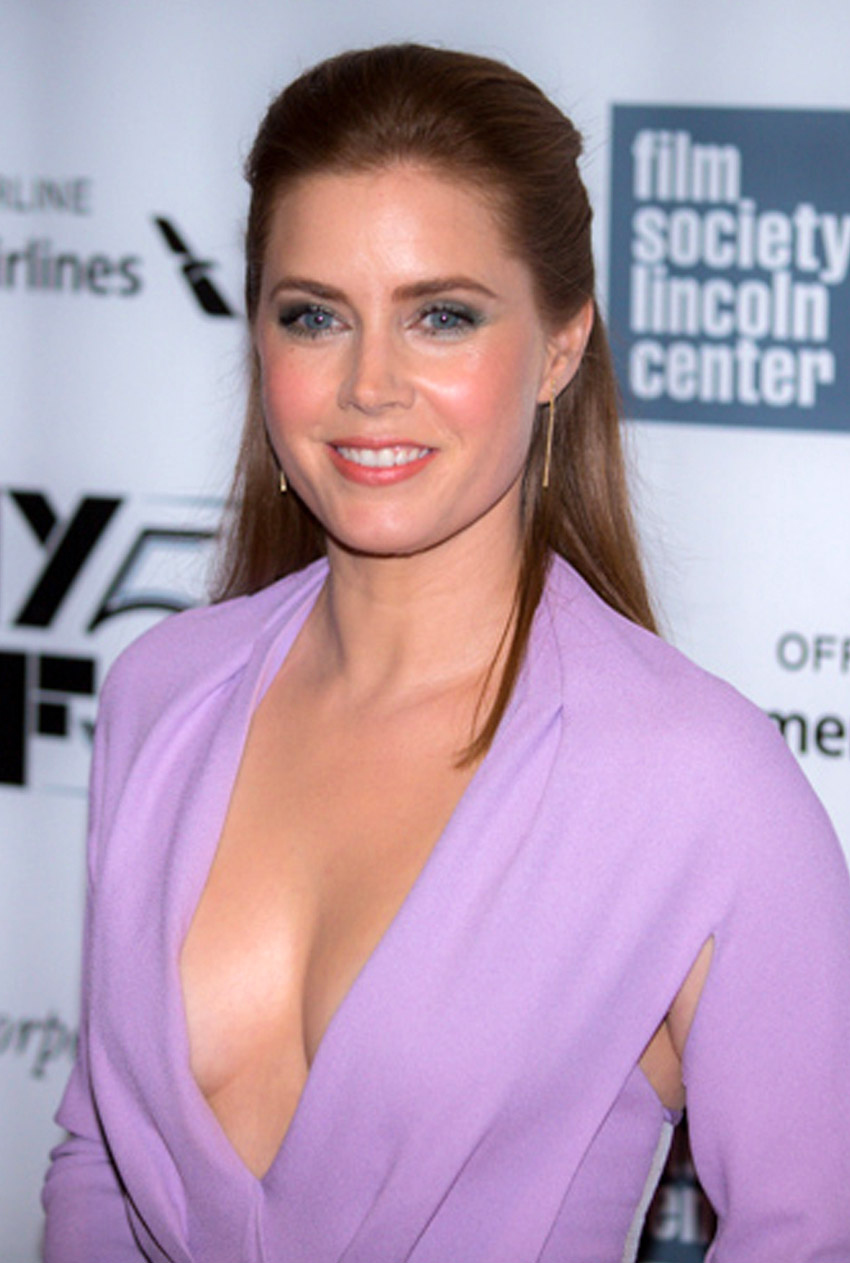
На Нью-Йоркському кінофестивалі, жовтень 2013 року

2013 року Емі Адамс зіграла у фільмі Спайка Джонза «Вона». Також акторка виконала роль Лоїс Лейн — подруги Супермена, роль якого виконав Генрі Кавіл, в екранізації-перезапуску коміксу під назвою «Людина зі сталі». Творці фільму, продюсер Крістофер Нолан та режисер Зак Снайдер, зокрема заявили: «Ми щасливі анонсувати, що до нашого проекту приєдналася Емі Адамс — одна з найнеординарніших та найшанованіших сучасних кіноакторок. На наш погляд, Емі має достатній талант, щоб втілити в екранному образі всі ті якості, за які ми так любимо Лоїс: дотепність, стійкість, темпераментність, ніжність і, звичайно, красу». У минулому Адамс вже брала участь у проекті, пов'язаному із всесвітом Супермена — телесеріалі 2001 року «Таємниці Смолвіля». Окрім цього, акторка виконала роль коханки персонажа Крістіана Бейла у стрічці режисера Девіда О. Рассела «Американська афера», що описує обставини скандалу навколо операції ФБР Abscam, а також з'явилась у незалежній драмі «Колискова».
У 2016 році відбулася прем'єра психологічного трилера режисера Тома Форда «Нічні звірі», в якому Емі Адамс, за словами критиків, «зробила квантовий стрибок з образів милих дівчат і принцес у вищу акторську лігу і вразила своєю необмеженою пластичністю». Також вона виступила у головній ролі у науково-фантастичному фільмі «Прибуття». У 2016 і 2017 роках Aдамс знову зіграла Лоїс Лейн у фільмах «Бетмен проти Супермена: На зорі справедливості» та «Ліга справедливості».
У 2018 році вийшов серіал «Гострі предмети», де Aдамс зіграла головну роль. Також акторка виконала роль Лінн Чейні у політичній трагікомедії «Влада». За цю роль її було номіновано на премію «Оскар» як найкращу акторку другого плану. За участь у фільмі вона отримала також номінацію на «Золотий глобус».
Адамс розпочала нове десятиліття драмою «Сільська елегія», заснованою на однойменній книзі Дж. Д. Венса. Він отримав негативні відгуки від критиків; рецензент Rolling Stone заявив, що, незважаючи на надійну роботу Адамс як матері Венса, яка зловживає психоактивними речовинами, вона потрапила в пастку погано написаного фільму. Кілька засобів масової інформації критикували фільм за недостатню кількість сцен для розвитку її персонажа. Незважаючи на це, вона отримала номінацію на премію Гільдії акторів за найкращу жіночу роль. Також Адамс зіграла роль агорафобного свідка вбивства в детективі Джо Райта «Жінка у вікні», заснованому на однойменному романі. Знятий у 2018 році фільм кілька разів відкладався через погані тести, а пізніше через пандемію COVID-19; зрештою він був випущений на Netflix у 2021 році. Потім Адамс зіграла другорядну роль скорботної матері у фільмі «Дорогий Еван Хансен», екранізації однойменного бродвейського мюзиклу. І «Жінка у вікні», і «Дорогий Еван Гансен» були погано сприйняті.
У 2022 році Адамс вперше з'явилася в театрі Вест-Енду у відновленні п'єси «Скляний звіринець» в театрі герцога Йоркського. Вона зіграла Аманду, матріарха, яка намагається виховати своїх дітей. Постановка отримала неоднозначні відгуки. Домінік Кавендіш з The Daily Telegraph вважав гру Адамса «ясною, простою, правдоподібною та неймовірно серцерозбиваючою через свою приховану вразливість», але Нік Кертіс з Evening Standard вважав її «приглушеною та непереконливою». Потім вона повторила свою роль Жизель у сиквелі «Зачарованої», прем'єра якого відбулася на Disney+. Вона також записала шість пісень для його саундтреку. Критики відзначили незмінний шарм Адамс, але вважали, що продовження поступається своєму попереднику.
Адамс створила власну продюсерську компанію під назвою Bond Group Entertainment разом зі своєю менеджеркою Стейсі О'Ніл у 2019 році. Їх перший реліз відбувся у 2024 році з екранізацією сатиричного роману «Нічна сучка», в якій Адамс зіграла матір, що бореться з труднощами виховання дитини, та знаходить в собі фантастичні можливості перетворення на собаку. Акторка знайшла зв'язок із матеріалом, оскільки відчувала себе виснаженою, балансуючи між своїми батьківськими зобов'язаннями під час виступів у театрі. Критики полярно сприйняли фільм, що, за словами Адамс, і було метою фільму. За свою гру вона отримала ще одну номінацію на «Золотий глобус».
У 2025 році Адамс зіграє разом з Дженною Ортегою у науково-фантастичному фільмі Тайки Вайтіті «Клара і сонце» за романом Кадзуо Ісіґуро, а також у драматичному фільмі Корнеля Мундручо «Біля моря».

## Особисте життя

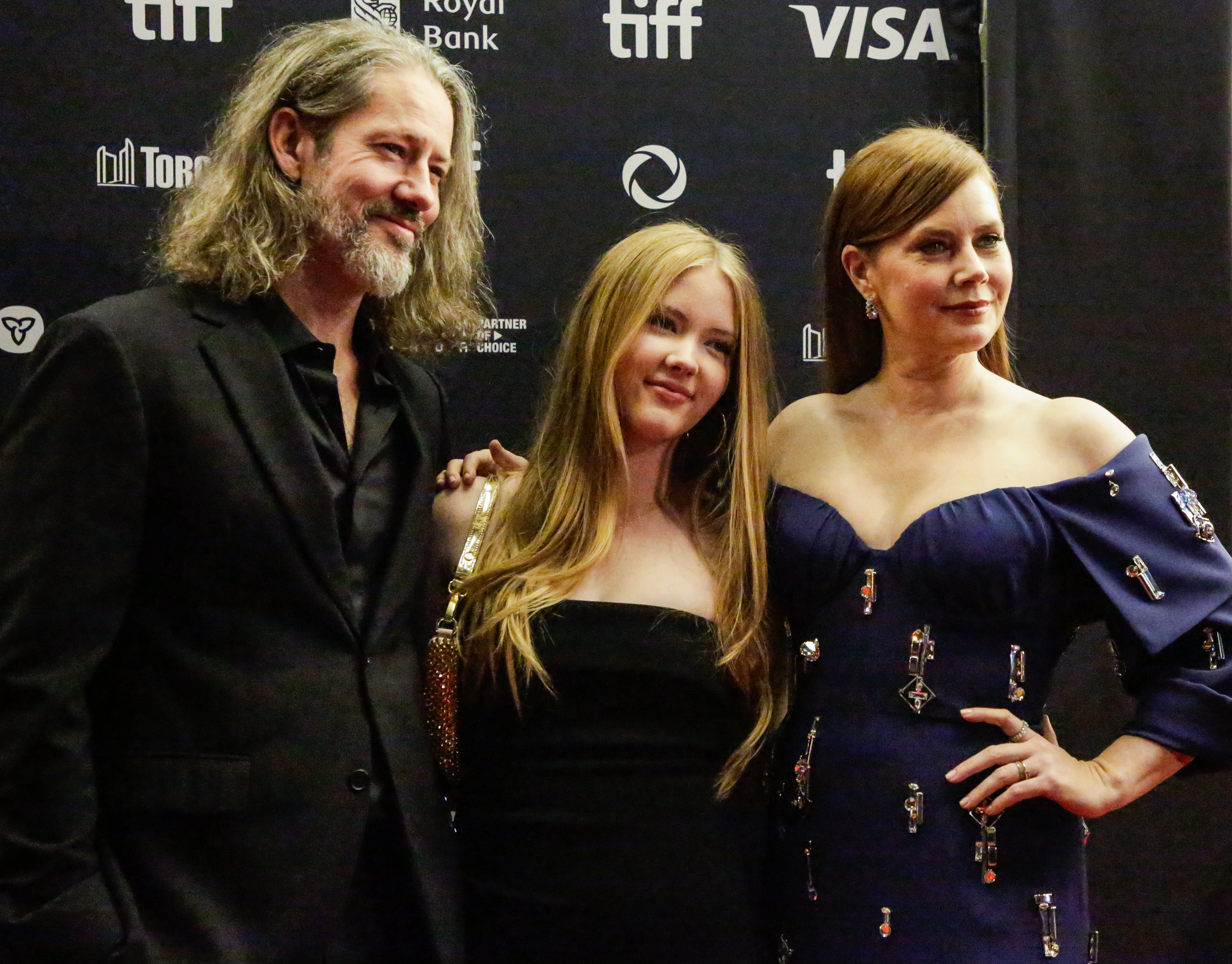
З чоловіком та донькою на кінофестивалі в Торонто, вересень 2024 року

Адамс познайомилася з актором і художником Дарреном Ле Галло на курсі акторської майстерності у 2001 році. Вони почали зустрічатися через рік під час співпраці над короткометражним фільмом під назвою «Пенні». У 2008 році вони заручилися. У 2010 році Адамс народила доньку Авіану. Через сім років після заручин пара одружилася на приватній церемонії на ранчо поблизу Санта-Барбари, штат Каліфорнія. Вони живуть у Беверлі-Гіллз, Каліфорнія.

## Активізм
Адамс не бачить великої цінності в тому, щоб бути знаменитістю, і стверджує, що «чим більше люди знають про мене, тим менше вони віритимуть мені та моїм героям». Вона мало привертає уваги пліток або таблоїдів і прагне підтримувати здоровий баланс між роботою та особистим життям. Вона докладає зусиль, щоб не впливати на свою славу, вважаючи, що це завадить їй чесно грати ролі. Адамс розповідала про те, що з дитинства страждала від незахищеності та відсутності впевненості, і про те, як материнство зробило її спокійнішою. Вона часто починає співати, коли відчуває стрес на роботі. Адамс приєдналася до інших акторів у закликах до рівної оплати праці для жінок у кіноіндустрії.
Зазнавши труднощів у свої перші роки в кіноіндустрії, Адамс тісно співпрацює з незаможними студентами нью-йоркської кіношколи Ghetto. Variety відзначив її за роботу з ними у 2010 році. Вона підтримує Trevor Project, некомерційну організацію, яка допомагає проблемним ЛГБТ-підліткам.
У 2013 році вона випустила книгу The Beauty Book for Brain Cancer, щоб допомогти зібрати гроші для благодійних організацій проти раку мозку Snog і Headrush.
У 2020 році Адамс об'єдналась з актрисою Дженніфер Гарнер, щоб запустити кампанію #SaveWithStories, щоб сприяти навчанню дітей під час закриття шкіл через пандемію COVID-19. Адамс є послом The RightWay Foundation, благодійної організації, яка надає послуги з працевлаштування та поліпшення психічного здоров'я колишніх прийомних дітей. Variety відзначив її за роботу з ними в 2024 році.

## Фільмографія
| Рік       |    | Українська назва                  | Оригінальна назва                              | Роль                              |
| --------- | -- | --------------------------------- | ---------------------------------------------- | --------------------------------- |
| 1999      | ф  | Вбивча краса                      | Drop Dead Gorgeous                             | Леслі Міллер                      |
| 2000      | ф  | Пляжний Психоз                    | Psycho Beach Party                             | Марвел Енн                        |
| 2000      | с  | Шоу 70-х                          | That '70s Show                                 | Кет Петерсон                      |
| 2000      | с  | Усі жінки — відьми                | Charmed                                        | Меґґі Мерфі                       |
| 2000      | ф  |                                   | The Chromium Hook                              | Джилл Роялтубер                   |
| 2000      | с  | Провіденс                         | Providence                                     | Бекка                             |
| 2000      | ф  | Жорстокі ігри 2                   | Cruel Intentions 2                             | Кетрін Мертюіл                    |
| 2000      | с  | Баффі — переможниця вампірів      | Buffy the Vampire Slayer                       | Бет Маклай                        |
| 2001      | с  | Таємниці Смолвіля                 | Smallville                                     | Джоді Мелвілл                     |
| 2002      | ф  | Закон бійні                       | The Slaughter Rule                             | Дорін                             |
| 2002      | ф  |                                   | Pumpkin                                        | Алекс                             |
| 2002      | ф  | Шахраї                            | Serving Sara                                   | Кейт                              |
| 2002      | ф  | Спіймай мене, якщо зможеш         | Catch Me If You Can                            | Бренда Стронг                     |
| 2002      | с  | Західне крило                     | The West Wing                                  | Кеті                              |
| 2004      | мс | Король гори                       | King of the Hill                               | Місті / Мерилін / Саншайн         |
| 2004      | ф  | Остання спроба                    | The Last Run                                   | Алексіс                           |
| 2005      | ф  | Наречений напрокат                | The Wedding Date                               | Емі                               |
| 2005      | ф  | Червневий жук                     | Junebug                                        | Ешлі Джонстен                     |
| 2005—2006 | с  | Офіс                              | The Office                                     | Кеті                              |
| 2005      | ф  | Стоячи на місці                   | Standing Still                                 | Еліс                              |
| 2006      | ф  |                                   | Pennies                                        | Шарлотта Браун                    |
| 2006      | ф  |                                   | Moonlight Serenade                             | Хлоя                              |
| 2006      | ф  | Рікі Боббі: Король дороги         | Talladega Nights: The Ballad of Ricky Bobby    | Сьюзен                            |
| 2006      | ф  | Вибір долі                        | Tenacious D in The Pick of Destiny             | розкішна жінка                    |
| 2007      | ф  | Колишній                          | The Ex                                         | Еббі Марч                         |
| 2007      | ф  | Суперпес                          | Underdog                                       | 'Солоденька' Поллі Пюрбред        |
| 2007      | ф  | Зачарована                        | Enchanted                                      | Жизель                            |
| 2007      | ф  | Війна Чарлі Вілсона               | Charlie Wilson's War                           | Бонні Бах                         |
| 2008      | ф  | Міс Петтігрю живе одним днем      | Miss Pettigrew Lives for a Day                 | Делісія Лафосс / Сара Грабб       |
| 2008      | ф  | Сумнів                            | Doubt                                          | сестра Джеймс                     |
| 2009      | ф  | Чищення до блиску                 | Sunshine Cleaning                              | Роза Лорковскі                    |
| 2009      | ф  | Ніч у музеї 2                     | Night at the Museum: Battle of the Smithsonian | Амелія Ергарт/Тесс                |
| 2009      | ф  | Джулі та Джулія                   | Julie & Julia                                  | Джулі Павелл                      |
| 2010      | ф  | Заміж у високосний рік            | Leap Year                                      | Анна                              |
| 2010      | ф  | Боєць                             | The Fighter                                    | Шарлін Флемінг                    |
| 2011      | ф  | Маппети                           | The Muppets                                    | Мері                              |
| 2012      | ф  | У дорозі                          | On the Road                                    | Джейн Лі                          |
| 2012      | ф  | Майстер                           | The Master                                     | Мері Сью Додд                     |
| 2012      | ф  | Кручений м'яч                     | Trouble with the Curve                         | Міккі                             |
| 2013      | ф  | Людина зі сталі                   | Man of Steel                                   | Лоїс Лейн                         |
| 2013      | ф  | Вона                              | Her                                            | Емі                               |
| 2013      | ф  | Американська афера                | American Hustle                                | Сідні Проссер / Леді Едіт Ґрінслі |
| 2014      | ф  | Великі очі                        | Big Eyes                                       | Маргарет Кін                      |
| 2016      | ф  | Бетмен проти Супермена            | Batman v Superman: Dawn of Justice             | Лоїс Лейн                         |
| 2016      | ф  | Прибуття                          | Arrival                                        | Луїза Бенкс                       |
| 2016      | ф  | Нічні тварини                     | Nocturnal Animals                              | Сьюзен Морроу                     |
| 2016      | ф  | Ліга Справедливості               | Justice League                                 | Лоїс Лейн                         |
| 2018      | с  | Гострі предмети                   | Sharp Objects                                  | Камілла Прікер                    |
| 2018      | ф  | Влада                             | Vice                                           | Лінн Чейні                        |
| 2020      | ф  | Сільська елегія                   | Hillbilly Elegy                                | Бев                               |
| 2021      | ф  | Ліга справедливості Зака Снайдера | Zack Snyder's Justice League                   | Лоїс Лейн                         |
| 2021      | ф  | Жінка у вікні                     | The Woman in the Window                        | Анна Фокс                         |
| 2021      | ф  | Дорогий Еван Гансен               | Dear Evan Hansen                               | Сінція Мерфі                      |
| 2022      | ф  | Зачарована 2                      | Disenchanted                                   | Жизель                            |
| 2024      | ф  | Нічна сучка                       | Nightbitch                                     | мати                              |
|           | ф  | Клара і сонце                     | Klara and the Sun                              | Кріссі                            |

## Нагороди
Адамс отримала шість номінацій на премію «Оскар»: як найкраща акторка другого плану за фільми «Червневий жук» (2005), «Сумнів» (2008), «Боєць» (2010), «Майстер» (2012) і «Влада» (2018), а також як найкраща акторка за фільм «Американська афера» (2013).
Вона двічі отримувала премію «Золотий глобус» за найкращу жіночу роль у комедії чи мюзиклі за фільми «Американська афера» (2013) і «Великі очі» (2014).
12 січня 2017 року акторка отримала зірку на Алеї слави в Голлівуді. Це 2598-ма зірка.